# Silvio Heinevetter
Silvio Heinevetter (født 21. oktober 1984 i Bad Langensalza) er en tysk håndboldspiller, der spiller for TVB 1898 Stuttgart og det tyske herrelandshold..

## Klub
Han har tidligere optrådt for Concordia Delitzsch, SC Magdeburg, Füchse Berlin og MT Melsungen. Han har vundet Europa League i 2007 med Magdeburg og i 2015 og 2018 med Füchse Berlin samt VM for klubhold i 2015 og 2016 med Füchse.

## Landshold
Han var med til at blive europamester for juniorer i 2004 og blev i den forbindelse valgt til turneringens bedste målmand. Han debuterede på A-landholdet i 2006 i en kamp mod Spanien, og siden har han spillet over 200 landskampe.
Han var med på holdet til OL 2016 i Rio de Janeiro, hvor Tyskland indledte med at vindr sin indledende pulje. Holdet vandt derpå kvartfinalen over Qatar, inden det tabte med 28-29 til Frankrig i semifinalen. Tyskerne sikrede sig bronze med sejr over Polen, mens Frankrig tabte finalen til Danmark.